# Schneeberg (Suhl)
Der Schneeberg ist ein 692,4 m hoher Berg und markiert den südlichsten Grenzpunkt der Gemarkung der Stadt Suhl in Thüringen.
Der bis an den südlichen Talrand bewaldete Berg gehört auf der Südseite zur Gemarkung Grub und Eichenberg, beides kleine Walddörfer bei Themar im Landkreis Hildburghausen. Der Schneeberg gilt als höchster Punkt des Kleinen Thüringer Waldes. Über den bewaldeten Schneeberg verläuft ein Wanderweg als Verbindungsspange vom Dolmar zum Rennsteig.